# George Trumbull Ladd
George Trumbull Ladd, född 19 januari 1842, död 8 augusti 1921, var en amerikansk filosof.
Ladd var professor vid Yale University 1881-1920. Han företrädde en av Hermann Lotze och Wilhelm Wundt påverkad personalistisk idealism, byggd på bred erfarenhetsanalys. Bland hans arbeten märks Elements of physiologica psychology (1887), den första läroboken i experimentell psykologi, A theory of reality (1899), Philosophy of conduct (1902), Philosophy of religion (1905), samt Knowledge, life and reality (1909).